# Юйтянь
Юйтя́нь (кит. упр. 玉田, пиньинь Yùtián) — уезд городского округа Таншань провинции Хэбэй (КНР).

## История
Во времена империи Хань здесь имелись уезду Учжун (无终县) и Сюйу (徐无县). При империи Северная Чжоу уезд Сюйу был присоединён к уезду Учжун. При империи Суй уезд Учжун был переименован в Юйян (渔阳县).
При империи Тан восточная часть уезда Юйян в 619 году была выделена в уезд Учжун, но в 627 году уезд Учжун был опять присоединён к уезду Юйян. В 667 году из уезда Юйян был опять выделен уезд Учжун, и во время правления У Цзэтянь в 696 году он был переименован в Юйтянь.
При чжурчжэньской империи Цзинь в 1124 году уезд Юйтянь был преобразован в область Цзинчжоу (经州), но в следующем году опять стал уездом Юйтянь. При монгольской империи Юань в 1265 году к уезду Юйтянь был присоединён уезд Фэнжунь, но впоследствии он был выделен вновь.
В 1949 году был образован Специальный район Таншань (唐山专区), и уезд вошёл в его состав. В 1958 году к уезду Юйтянь была присоединена часть уезда Фэнжунь, но в 1961 году были восстановлены прежние границы уездов. В 1968 году Специальный район Таншань был переименован в Округ Таншань (唐山地区). В 1983 году решением Госсовета КНР город Таншань и округ Таншань были расформированы, и уезд Юйтянь вошёл в новосозданный Городской округ Таншань.

## Административное деление
Уезд Юйтянь делится на 1 уличный комитет, 14 посёлков и 6 волостей.